# Aethozoidae
Aethozoidae is een familie van mosdiertjes uit de orde Ctenostomatida en de klasse van de Gymnolaemata. De wetenschappelijke naam ervan is in 1983 voor het eerst geldig gepubliceerd door d'Hondt.

## Geslachten
- Aethozooides Schwaha, Bernhard, Edgcomb & Todaro, 2019
- Aethozoon Hayward, 1978
- Franzenella d'Hondt, 1983
- Solella Schwaha, Bernhard, Edgcomb & Todaro, 2019